# 楚辺捕虜収容所

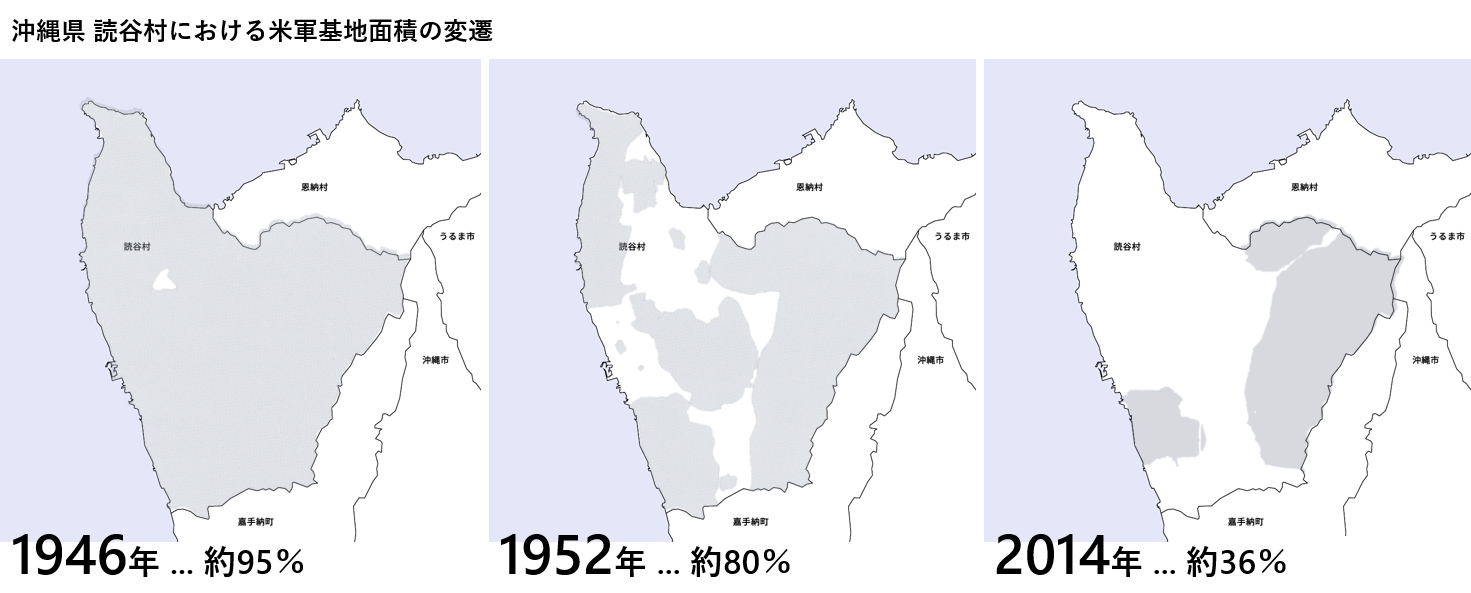
読谷村における軍用地面積の推移

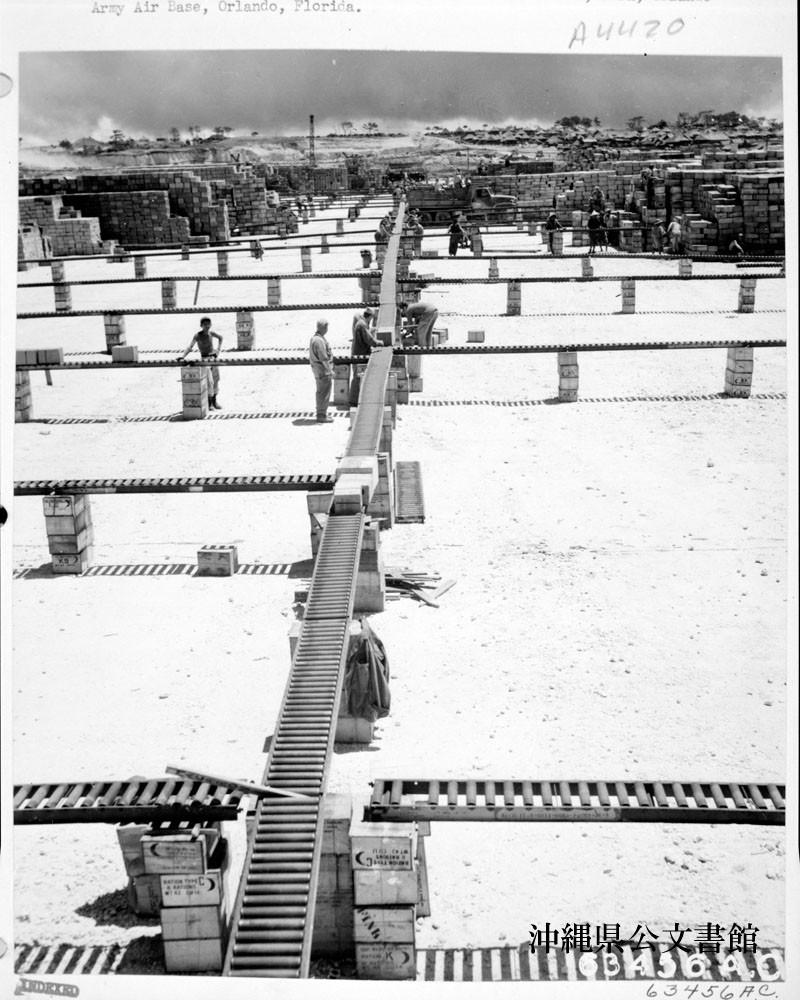
渡具知海岸、楚辺地区の米陸軍楚辺部隊第4474兵站部隊「全地区の工事に石灰岩が使われた。ここに届いた補給物資は写真のローラーで選り分けられ、各部隊に分配された」<沖縄県公文書館>

楚辺捕虜収容所（そべほりょしゅうようしょ）は、沖縄戦終結後の1945年9月にアメリカ軍が沖縄県読谷村高志保のボーロー飛行場に設置した捕虜収容所である。実際には読谷村楚辺地区ではなく高志保にある。1946年10月3日に沖縄島における日本兵捕虜の復員が開始されると、その5日後に閉鎖された。

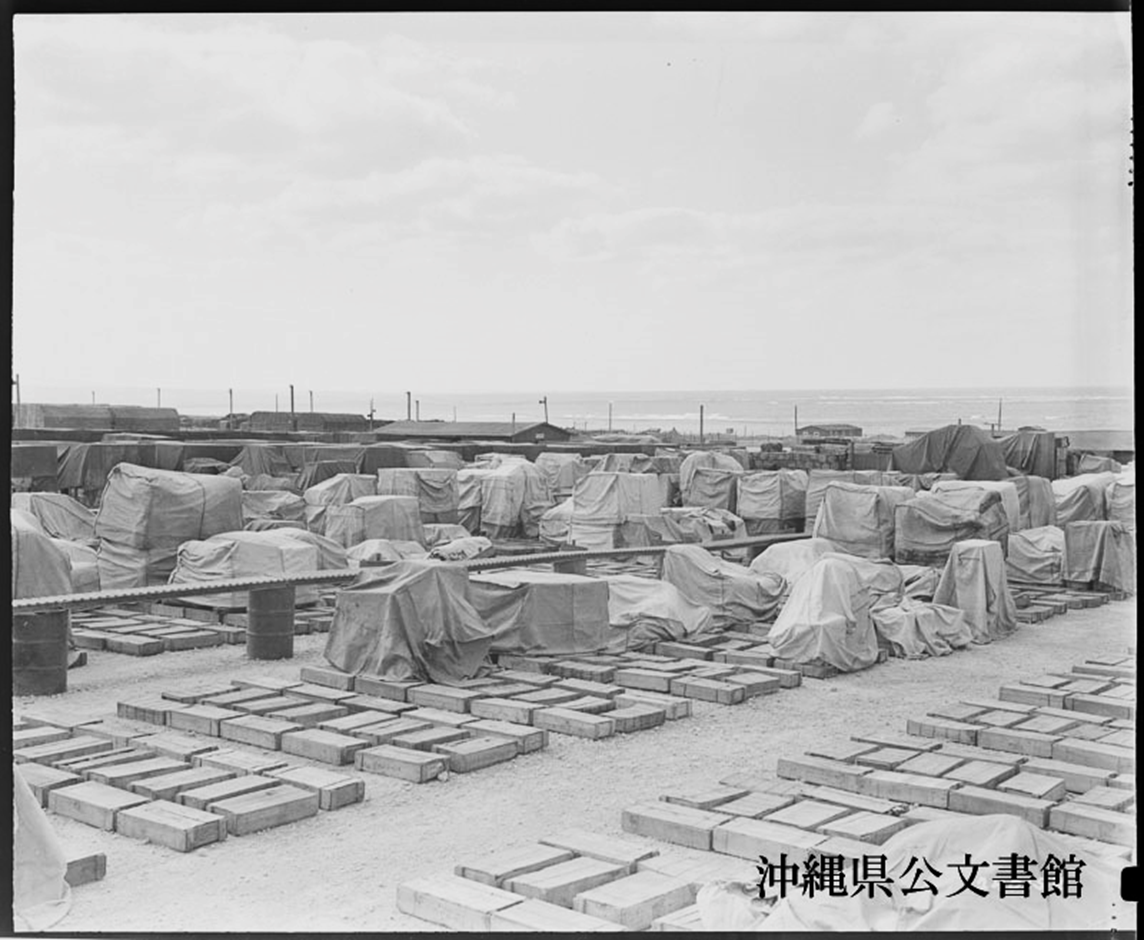
楚辺地区の物資集積所。

## 概要
1945年、沖縄戦で米軍は捕虜として捕らえた日本軍の兵士、朝鮮人軍夫、地元の防衛隊員、沖縄の学徒兵らを捕虜収容所に収容した。捕虜の数は6月半ばから急増し、米軍は捕虜収容所の本部となる屋嘉捕虜収容所の他に、7箇所の捕虜収容所を設営し、1946年5の時点で楚辺収容所には2,000人あまりの捕虜が収容されていた。
| 沖縄戦に関連する捕虜収容所 | 沖縄戦に関連する捕虜収容所 | 沖縄戦に関連する捕虜収容所 | 収容者数 1946年5月時点 |
| -------------------------- | -------------------------- | -------------------------- | ---------------------- |
| 本部                       | 屋嘉捕虜収容所             | 金武町屋嘉                 | 287                    |
| 1                          | 牧港捕虜収容所             | 浦添市                     | 3,531                  |
| 2                          | 楚辺捕虜収容所             | 読谷村高志保               | 2,075                  |
| 3                          | 奥武山捕虜収容所           | 那覇市                     | 1,560                  |
| 4                          | 小禄捕虜収容所             | 那覇市                     | 1,459                  |
| 6                          | 普天間捕虜収容所           | 宜野湾市                   | -                      |
| 7                          | 嘉手納捕虜収容所           | 北谷町                     | 2,874                  |

## 楚辺捕虜収容所
1945年4月1日、米軍は読谷村の渡具知海岸から沖縄島に上陸し、その日のうちに日本軍の北飛行場 (読谷飛行場) を確保、修復を開始し、またボーロー飛行場の建設に着手した。
米軍の玄関口となった渡具知海岸は広範囲に米軍の物資集積場となり、道路が拡張され、米陸軍の公刊戦史によると「何百という軍事施設」が建設された。多くの工兵隊や建設大隊が読谷に駐留し、4月1日から6月30日までの間で、沖縄の浜辺に推定約200万トン以上の貨物が荷降ろしされたが、それは1日平均とすると約22,200トンにもおよぶものだった。この間に村内の住民は村外の民間人収容所を転々と移送され、米軍基地に9割以上も土地を占領された読谷村では帰村に困難を極めた。
9月上旬ごろ、屋嘉捕虜収容所から約2,000人の日本兵捕虜が「楚辺捕虜収容所」に送られた。最初の一陣が到着したときにはまだブルトーザーが南側の畑を潰しているところだったという。テントが２列に分かれて80ほど並んでいる収容所の様子は米軍の1945年12月撮影空中写真からでも確認することができる。それぞれのテントに20名ほどが収容され、周囲を有刺鉄線と鉄条網でとりまかれた長方形の敷地である。

### 業務
渡具知海岸一帯が補給部隊の物資集積場 (クオーターマスター・ダンプ) になっており、こうした場所での荷下ろし作業、また撤退する部隊の梱包と送りだしの作業もあった。また米海軍建設大隊や米陸軍工兵隊などのもとでの基地建設の建設作業にも従事した。また読谷には物資の廃棄場もあり、他の地域からのカンズメや食糧などから大型機械まで大量に廃棄されていた。荷下ろしや廃棄作業から捕虜が抜き取って「戦果をあげ」てもばれないほどの物量が積み上げられていた。
他の収容所と同様に、労務が終われば自由な時間があり、また楚辺収容所にはグラウンドや演芸場も完備されていて、各収容所のスポーツ大会や演劇上映などでにぎわった。煙草を貨幣代わりにして物々交換、米兵が欲しがる絵葉書や装飾品などのお土産を作って「売る」といった商売が盛んにおこなわれた。

### 収容所の閉鎖
1946年10月3日には日本兵捕虜の最初の復員が開始され、楚辺収容所は10月8日をもって閉鎖された。
1946年8月、各地の民間人収容所に収容されていた高志保、波平、長浜地区の一部地域に初の帰還が許可され、実際の帰村が11月から始まった。帰村の先遣隊は楚辺捕虜収容所跡から建築資材を集め、少しでも住宅建設等に役立てた。(長浜地区の住民は直後に帰村許可が取り消された。)

## 参考項目
- 沖縄の収容所>屋嘉捕虜収容所
- 沖縄の米軍基地>ボーロー飛行場